# Curt Söderlund
Curt Söderlund, né le 2 septembre 1945 à Huddinge et mort le 4 juin 2024, est un coureur cycliste suédois.

## Palmarès
- 1963
  - Champion des Pays nordiques sur route juniors
- 1964
  -  Champion de Suède du relais (avec Jupp Ripfel et Owe Sundström)
- 1965
  - 2e du championnat des Pays nordiques du contre-la-montre par équipes
- 1966
  - 8e étape du Tour d'Autriche
- 1967
  - 5e du championnat du monde sur route amateurs
- 1968
  -  Champion de Suède sur route
  - Tour du Maroc :
    - Classement général
    - 1re étape
- 1969
  - 3e du championnat de Suède sur route
- 1970
  -  Champion de Suède du contre-la-montre
- 1972
  - Östgötaloppet
- 1973
  -  Champion de Suède sur route
  - 3e du championnat des Pays nordiques du contre-la-montre par équipes